# Битва на озері Байкал
Битва на озері Байкал — морська битва, яка відбулася на озері Байкал 16 серпня 1918 року між Чехословацьким корпусом та Червоною Армією. Завершилася перемогою чехословаків.

## Передумови
У серпні 1918 року Чехословацький корпус під керівництвом Гайди бився з Червоною армією за контроль над гірськими перевалами навколо озера Байкал, які були добре захищені. Гайда був стурбований тим, що Байкал був повністю під контролем кораблів більшовиків, які загрожували чехословацьким підрозділам висадкою десантів у тил легіону.
Займаючи різні порти на березі Байкалу, чехословацьким бійцям вдалося захопити два ворожі пароплави — «Сибіряк» і «Федосія». Пізніше на них було встановлено по парі гаубиць.

## Битва
15 серпня чехословацький флот вийшов з Листвянки. До полудня 16 серпня кораблі були приблизно за 8 км від порту Мисовська в сильному тумані. Через кілька хвилин туман почав розсіюватися, і кораблі помітили Бабушкін.
Сили Червоної армії, що захищали місто, були під враженням, що кораблі, які наближалися, були дружніми суднами, що везли припаси. Це дозволило кораблям наблизитися до гавані на відстань близько 4 кілометрів. Коли захисники Бабушкіна усвідомили свою помилку, було вже занадто пізно. Криголам «Байкал» спробував відкрити вогонь по чехословацьких кораблях, але ті виявилися швидшими. Вони почали обстрілювати як «Байкал», так і гавань. «Байкал» був потоплений, а в Бабушкіні почалося загальне замішання. Вокзал був охоплений полум'ям. Після півгодинного чехословацького обстрілу прибув бронепоїзд. З нього вивантажили гармати й почали вести вогонь у відповідь по чехословацьких кораблях. Оскільки основна місія знищення гавані та залізничного вокзалу була виконана, бійці корпусу залишили бій. На зворотному шляху вони зустріли ворожий корабель «Ангара», який вирішив ухилитися від бою. Решта шляху пройшла без пригод, і вони повернулися до Листвянки без будь-яких подальших інцидентів.

## Наслідки
Звістка про похід Чехословацького корпусу в Сибіру влітку 1918 року була позитивно сприйнята державними діячами Антанти у Великій Британії та Франції, які розглядали цю операцію як засіб відновлення східного фронту проти Німеччини. Президент США Вудро Вільсон, який раніше опирався пропозиціям втрутитися в Росію, піддався внутрішньому та зовнішньому тиску і підтримав евакуацію бійців корпусу із Сибіру. На початку липня 1918 року він опублікував пам'ятну записку із закликом до обмеженої інтервенції США та Японії в Сибір для порятунку чехословацьких військ, які були заблоковані більшовицькими військами в Забайкаллі.
Однак чехословаки вже пробили собі шлях. Коли більшість американських і японських підрозділів висадилися у Владивостоці, чехословаки вже були там, щоб вітати їх. Інтервенція союзників у Сибір тривала, і до осені 1918 року в регіоні перебувало 70 000 японських, 829 британських, 1400 італійських, 5002 американських і 107 французьких колоніальних (в'єтнамських) військ. Багато з цих контингентів підтримували білих і козацьких воєначальників, які створили регіональні уряди після захоплення чехословаками Транссибірської магістралі.
Кампанія Чехословацького корпусу в Сибіру вразила державних діячів Антанти та привернула їхню увагу до ідеї незалежної чехословацької держави. Того літа, коли чехословаки здобували одну перемогу за іншою, Чехословацька національна рада почала отримувати офіційні заяви про визнання від різних урядів союзників.